# Comité olympique de Porto Rico
Pour les articles homonymes, voir PUR.
Le Comité olympique de Porto Rico ((es) Comité Olímpico de Puerto Rico (COPUR)) est le Comité national olympique pour Porto Rico. Il supervise les jeux olympiques de Porto Rico, et sélectionne l'équipe olympique qui représente l'île. Elle a été fondée en 1948 par  Julio Enrique Monagas.

## Présentation
COPUR exploite deux installations majeures:
- la Casa Olímpica, son siège est à San Juan, et
- le Albergue Olímpico installations, formation olympique en Salinas.

L'archipel de Porto Rico, depuis son adhésion aux comité olympique international a toujours participé aux jeux depuis 1948. Même aux Jeux olympiques de 1980, qui était un boycott d'une grande partie des nations contre l'URSS qui se déroulait à Moscou. Et ils ont également participé aux jeux olympiques d'hiver de 1984 à 2002.
À partir de 2010, David Bernier est le président de COPUR. Les anciens présidents du Comité Olympique de l'île de Porto Rico sont Jesús T. Piñero, Héctor Cardona, Allemand Rieckehoff, dont les restes sont enterrés à la Albergue Olímpico et José Enrique Arraras.